# Col·lectiu Jane
El Col·lectiu Jane o Jane, conegut oficialment com a Servei d'Avortament per a l'Alliberament de les Dones, va ser un servei clandestí de Chicago, Illinois, afiliat a la Unió d'Alliberament de Dones de Chicago que va funcionar des de 1969 fins a 1973, una època en què l'avortament era il·legal a la majoria dels Estats Units. Estats. Les bases de l'organització es van establir quan Heather Booth va ajudar la germana d'una amiga a avortar-se amb seguretat l'any 1965. Després d'aquest esdeveniment, altres dones amb embarassos no desitjats van començar a contactar amb Booth després d'assabentar-se, de boca a boca, que ella podia ajudar-les. Quan la càrrega de treball es va convertir en més del que podia gestionar, va contactar amb altres activistes del moviment d'alliberament de les dones. El col·lectiu va intentar abordar el nombre creixent d'avortaments insegurs realitzats per proveïdors sense formació. Com que els avortaments il·legals no només eren perillosos sinó també molt cars, els membres fundadors del col·lectiu creien que podrien oferir a les dones un accés més segur i assequible a l'avortament.
Al principi, l'organització dirigia les dones a metges homes. Després d'uns anys, però, van descobrir que un dels seus metges més utilitzats havia mentit sobre les seves credencials mèdiques. Això va generar un conflicte dins del grup, provocant la marxa d'alguns membres. Altres es van adonar que, si un home sense credencials mèdiques podia realitzar un avortament segur, ells també podrien aprendre a fer-ho. Alguns van aprendre a practicar avortaments quirúrgics utilitzant el mètode de dilatació i curetatge, el més habitual. Els membres del grup van realitzar uns 11.000 avortaments, majoritàriament a dones de baixos ingressos que no es podien permetre viatjar als llocs on l'avortament era legal, així com a dones de color.
El 1972, la policia va assaltar un dels apartaments del Col·lectiu Jane i va arrestar set dels seus membres. Cadascun va ser acusat d'onze càrrecs d'avortament i conspiració per cometre avortament, amb una pena màxima de presó de 110 anys. El seu advocat va poder retardar els procediments judicials en previsió de la decisió del Tribunal Suprem dels Estats Units sobre Roe contra Wade Tal com esperava l'advocat, la decisió del Tribunal Suprem en el cas Roe el 1973 va anul·lar moltes restriccions a l'avortament als Estats Units, i es van retirar els càrrecs contra els membres del Col·lectiu Jane. Amb l'accés legal a l'avortament garantit, el Col·lectiu es va dissoldre poc després. Tot i que els seus avortaments de vegades van provocar complicacions, no es té constància que cap dels seus clients morís a causa dels seus procediments.

## Context històric
A mitjans del 1900, l'avortament era il·legal a gairebé tots els estats dels Estats Units. A l'estat d'Illinois, en el moment en què es va formar el Col·lectiu Jane, l'avortament es considerava un delicte d'homicidi. Tanmateix, a la dècada de 1960, es va estimar que un terç de les dones nord-americanes que no volien més fills tindrien almenys un embaràs no desitjat al final dels seus anys de fertilitat. Durant les dècades de 1950 i 1960, es va estimar que es produïen entre 200.000 – 1,2 milions d'avortaments il·legals anualment. De vegades, les dones morien com a resultat d'aquests procediments, representant el 17% de totes les morts atribuïdes al part i l'embaràs el 1965. Les dones de baixos ingressos tenien taxes relativament altes d'avortaments il·legals, un 8% de les enquestades a la ciutat de Nova York, la majoria intentant un avortament autoinduït i només un 2% implicant metges. A la ciutat de Nova York, les dones no blanques i porto-riquenyes tenien més risc d'avortaments il·legals: l'avortament va representar la meitat de totes les morts relacionades amb l'embaràs, en contrast amb el 25% de les morts relacionades amb l'embaràs de les dones blanques. En l'àmbit nacional, la taxa de mortalitat relacionada amb l'avortament de les dones no blanques va ser dotze vegades més gran que la de les dones blanques entre 1972 – 1974.
L'avortament va romandre il·legal a cada estat fins que Colorado va ser el primer a despenalitzar l'avortament en algunes circumstàncies el 1967. El 1970, quatre estats — Washington, Nova York, Hawaii i Alaska — van abolir les lleis que prohibien l'avortament, fent-lo generalment legal abans de l'edat de viabilitat. Viatjar per obtenir un avortament legal es va fer més fàcil per a les persones benestants, ja que ja no havien de viatjar a destinacions com el Regne Unit. Viatjar per obtenir un avortament era un cost prohibitiu per a aquells que no podien pagar el procediment, i molt menys les despeses de viatge i allotjament.
Per a aquells que podien aconseguir un avortament il·legal, els resultats eren dispars. Algunes dones van experimentar hemorràgies o sèpsia. Altres van pagar per avortaments només per quedar embarassades després d'un procediment fallit.

## Orígens

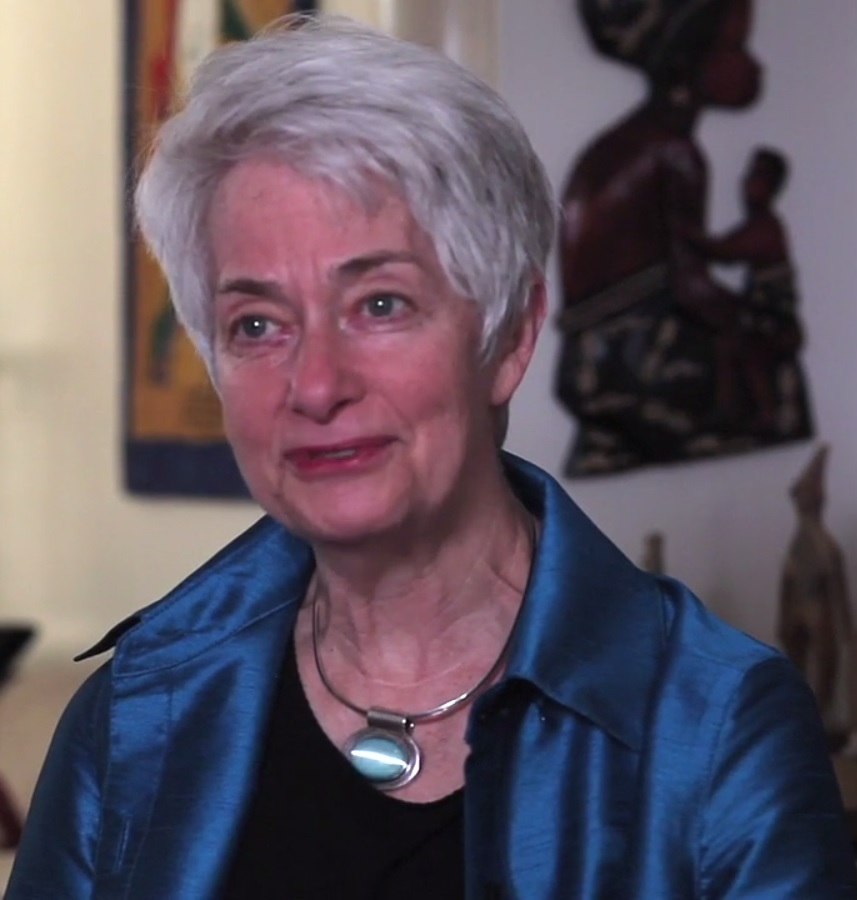
Heather Booth, la fundadora del Col·lectiu Jane

El 1965, l'estudiant de la Universitat de Chicago Heather Booth va saber que la germana de la seva amiga tenia un embaràs no desitjat que la va deixar angoixada i gairebé suïcida. Booth no havia reflexionat molt sobre l'accés a l'avortament fins que va estar exposada a l'experiència d'un embaràs no desitjat. Això la va portar a considerar les restriccions de l'avortament com a lleis injustes, afirmant que "davant d'una llei injusta, cal prendre mesures per desafiar-la". Per buscar ajuda per a la germana d'una amiga, Booth es va posar en contacte amb el Comitè Mèdic per als Drets Humans, que la va connectar amb el líder dels drets civils i cirurgià TRM Howard. Howard treballava al Friendship Medical Center de Chicago, i Booth va enviar la seva amiga a les seves instal·lacions. La notícia que Booth podia ajudar les dones a avortar-se amb seguretat es va estendre, i aviat va començar a rebre trucades d'altres dones. Operant sota el pseudònim de "Jane", Booth va començar a rebre trucades telefòniques al seu dormitori universitari, referint més clients a Howard, que va realitzar els avortaments per 500 dòlars. Booth més tard va canviar a un proveïdor d'atenció a l'avortament anomenat alternativament "Mike" o "Nick".

Ubicació de Hyde Park, Chicago, on es va fundar el Col·lectiu Jane.

Booth va continuar derivant pacients per a avortaments, amb una mitjana d'un per setmana, especialment dones de baixos ingressos i dones de color. Això va continuar fins al 1968, quan va deixar la universitat, es va casar, es va quedar embarassada i va començar a treballar a temps complet. Amb menys temps per dedicar a connectar dones amb proveïdors d'avortament, va reclutar i formar deu dones més per ajudar-la. Posteriorment, va transferir el seu paper de lideratge a Ruth Surgal i Jody Parsons. L'organització, fundada a Hyde Park, Chicago, va adoptar el nom d'Abortion Counselling Service of Women's Liberation, proclamant que eren perquè "cada dona tingui exactament tants fills com vol, quan vol, si vol". Van decidir que el nom era pròdig, però; les dones que van trucar haurien de demanar "Jane", que consideraven el "nom de tothom". L'Abortion Counselling Service of Women's Liberation va ser un grup de treball de la Chicago Women's Liberation Union. Un membre del Col·lectiu Jane era conegut com a "Jenny". Va ser motivada per ajudar a proporcionar accés a l'avortament per les seves lluites passades per obtenir un avortament segur. Jenny va descobrir que estava embarassada poc després de ser diagnosticada amb el limfoma de Hodgkin. Va sol·licitar un avortament per preocupacions sobre els efectes del seu tractament amb radiació sobre el fetus, però la junta de l'hospital ho va denegar. Després de dir a dos psiquiatres que tenia la intenció de suïcidar-se si no se li permetia l'avortament, la seva petició va ser acceptada.

## Estructura organitzativa i serveis
Els serveis del Col·lectiu Jane es van estendre pel boca-orella. L'organització també va arribar a les dones mitjançant la col·locació de rètols a la ciutat que deia: "Embarassada? No ho vols estar? Truca a Jane", amb el número de telèfon. Van posar anuncis als diaris clandestins que deien: "Embarassada? Preocupada? Truca a la Jane". El número va dirigir la persona que trucava a un contestador automàtic, on se li va demanar que deixés el seu nom, número de telèfon i la data del seu darrer període menstrual. Aleshores es posaria en contacte amb la dona un membre del Col·lectiu, que programaria una reunió per parlar del procediment. El col·lectiu Jane feia que els pacients els remetessin professionals mèdics, cosa que els molestava, ja que gairebé sempre els metges no estaven disposats a prestar cap assistència. Si la dona decidia procedir a l'avortament, se li donava l'adreça de "El Front". “El Front” era un dels molts apartaments que el Col·lectiu llogava per tota la ciutat. Abans de l'avortament, la pacient es reunia amb un membre de Jane a El Front, i després era conduïda a un segon lloc on es realitzava l'avortament.
"Jenny", una de les membres, finalment va començar a exigir estar a l'habitació amb els pacients mentre es realitzava el procediment per garantir que les dones fossin ben tractades. Jenny va ser molt crítica amb com els homes gestionaven la seva salut quan estava embarassada de càncer, i va dir: "Durant tota aquesta experiència, no hi va haver cap dona implicada. Van ser els homes -els metges, la junta de l'hospital- controlant els meus drets reproductius i condemnant-me a mort". Jenny va aprendre a fer avortaments mirant "Nick", que finalment la va formar com a infermera.
Els avortaments continuaven sent prohibitius per als seus clients, que generalment tenien ingressos baixos. Fins i tot després de garantir a alguns proveïdors d'avortament deu clients per setmana, el cost per avortament es va mantenir en 500 dòlars. Els membres del Col·lectiu van utilitzar la recaptació de fons per ajudar a cobrir les despeses del tràmit per a aquells que no ho podien pagar. El 1971, però, el Col·lectiu va descobrir que "Nick" no era en realitat un metge, com havia afirmat. Això va provocar una pressió emocional per a alguns membres del Col·lectiu, que van insistir que utilitzar un proveïdor d'avortament amb credencials falses els va fer "com els carrerons", i que haurien de tancar l'organització. Fins a la meitat dels membres del grup van marxar després de saber que el seu proveïdor d'avortament no era un metge real. Realitzava fins a vint avortaments al dia amb habilitat, però, i altres membres se'n van adonar: "Si ell pot fer-ho, també ho podem fer nosaltres". Quan Jenny va aprendre a realitzar el procediment, va poder ensenyar a altres membres. No obstant això, continuava sent una habilitat limitada, amb només uns quatre membres entrenats per realitzar avortaments quirúrgics.
Els membres es van fer càrrec de la realització d'avortaments, cosa que els va permetre abaixar el preu de 500 a 600 dòlars a 100 dòlars. Tanmateix, van acceptar qualsevol quantitat que un client pogués pagar. El col·lectiu Jane va aprendre a fer les proves de Papanicolaou i va trobar un laboratori per llegir els resultats per 4 dòlars. La caiguda dels preus va donar lloc a més clients amb ingressos baixos, així com més clients negres. Una dona negra, Lois, va criticar el grup quan va acudir a ells per un avortament per la seva manca de diversitat, ja que gairebé tots eren blancs i de classe mitjana. Ella va dir: "Vosaltres sou els àngels blancs que salvaran a tothom i on són les dones negres?" Lois va decidir unir-se al Col·lectiu per ajudar a assessorar els seus pacients negres. Cercar un avortament podria ser especialment difícil per a les dones negres, ja que alguns nacionalistes negres van denunciar que l'avortament era un agent del genocidi negre.
Les dones van aprendre diversos mètodes d'avortament, com ara el mètode de la cànula per a avortaments en fase inicial i el mètode de supercoil utilitzat en avortaments en fase posterior que va provocar que les dones avortessin, però el més utilitzat va ser el mètode D&C (dilatació i curetatge).

## Assumptes legals i dissolució
Es rumorejava que la policia intencionadament va fer els ulls grossos davant les activitats il·legals del Col·lectiu, possiblement perquè també es produïen embarassos no desitjats i avortaments derivats a les seves famílies. Alguns dels seus clients eren d'aquestes famílies, o fins i tot eren dones policies. Una de les dones que va ser entrenada per fer avortaments va assenyalar: "Ni la Policia de Chicago ni la Outfit/Mafia ens havien molestat anteriorment, encara que cadascuna sabia del nostre treball: estàvem netes, estàvem molt bones i guanyàvem massa pocs diners per interessar-los". Pauline Bart va assenyalar que "a diferència d'altres avortadors il·legals, Jane no va deixar els cossos sagnants als motels perquè la policia els tractés", cosa que podria explicar els anys d'inacció de la policia de Chicago respecte a les activitats del Col·lectiu.
L'any 1972, dues dones catòliques van anar a la policia per denunciar que la seva cunyada tenia previst avortar. Dos policies van arribar a un dels pisos del Col·lectiu el 3 de maig i van preguntar "on és el metge?", buscant un practicant. Set de les dones que treballaven per a Jane van ser arrestades i acusades d'onze càrrecs d'avortament i conspiració per cometre un avortament. Es van conèixer com els "Avortament 7". Mentre estava a la furgoneta de la policia, una dona va treure de la seva bossa una pila de fitxes que tenien la informació de contacte dels seus pacients. Van treure els noms i les adreces de les fitxes i les van empassar per protegir la informació. Cada dona s'enfrontava a una pena màxima de 110 anys de presó, amb possibles d'1 – 10 anys per cada càrrec.
Jeanne Galatzer-Levy, una de les dones detingudes, va recordar que pensava que la policia els tractava millor a ells, els proveïdors de l'avortament, que als seus pacients. Ella va declarar: "... hi havia tota mena de coses de classe i raça amb la policia. Se sentien més com nosaltres que com les dones que suposadament estaven protegint de nosaltres, i una mica volien aquesta relació. Així que va ser estrany, simplement estrany". Les 7 van quedar aviat en llibertat sota fiança.
Les 7 van contractar una advocada, Jo-Anne Wolfson. Wolfson "de debò volia el cas, perquè era una dona i pensava que una dona hauria de gestionar el cas". Va seguir una estratègia legal per retardar el màxim de temps possible els procediments judicials. Se sabia que la Cort Suprema estava decidint actualment el cas Roe contra Wade⁣: una sentència favorable facilitaria que Wolfson fos desestimat els càrrecs o obtingués un acord més favorable. El 1973, es va decidir Roe v. Wade, que va anul·lar moltes restriccions a l'avortament. Tots els càrrecs contra l'Avortament 7 van ser desestimats; a més, no se'ls va acusar d'exercir sense llicència a canvi de no sol·licitar la devolució dels seus instruments mèdics.
Després de la legalització de l'avortament, el Col·lectiu Jane es va dissoldre. Una metgessa va oferir als avortadors del Col·lectiu Jane una feina a la seva oficina fent avortaments, però després el seu advocat la va dissuadir. Diversos membres van criticar la decisió Roe v. Wade, i Laura Kaplan va dir que estava "escrita de manera contundent en termes de drets del metge, no de drets de les dones". Als seus ulls, l'avortament il·legal amb dones ajudant a les dones va ser suplantat per un procés en què els homes tornarien a encarregar-se dels cossos de les dones. Linnea Johnson va dir: "El que vam fer va ser tornar a detenir les dones al regne de la llei masculina, els costums masculins, la custòdia mèdica. Mala idea aleshores com ara". Les dones, que estaven esgotades amb la seva missió i entre elles, segons Kaplan, van tenir una "festa de fi de Jane" després que les primeres clíniques d'avortament legal s'obrissin a la primavera de 1973. Després van anar per camins separats. Més tard, Martha Scott va treballar en un centre de salut per a dones i va continuar sent una activista pels drets de les dones.

## Resultats i llegat
En els set anys que va existir el grup, van realitzar uns 11.000 avortaments estimats. No hi va haver informes de mort per avortament com a resultat del seu treball, tot i que una membre, Martha Scott, va recordar que alguns dels seus pacients van acabar havent d'anar a urgències després, mentre que altres van haver de sotmetre's a histerectomies. Un obstetra que va oferir visites de seguiment als pacients del Col·lectiu va declarar que la seva taxa de seguretat era comparable a les clíniques que operaven legalment a Nova York.
La història del Col·lectiu Jane s'ha anomenat una "crida motivacional a les armes". Haven Coalition, una organització sense ànim de lucre de la ciutat de Nova York que ajuda a dones de fora de la ciutat a accedir a l'avortament a la ciutat, s'inspira en el col·lectiu Jane per a les seves operacions. L'accés a l'avortament s'ha restringit cada cop més: el 2018, s'havien aprovat més de 1.100 restriccions a l'avortament als EUA i el nombre de clíniques d'avortament es va reduir gairebé a la meitat des de finals dels anys setanta. Un voluntari de la Haven Coalition va declarar: "Hi ha un esforç per preservar els vestigis del que abans era un ferrocarril subterrani i alguna cosa que podria tornar a ser", al·ludint a la possibilitat que l'avortament es torni il·legal als EUA. El Col·lectiu Jane també s'ha citat com a inspiració d'una xarxa de dones nord-americanes que ofereixen avortaments il·legals.
El 2022, la Cort Suprema dels Estats Units va anul·lar Roe v. Wade en la decisió Dobbs v. Jackson Women's Health Organization. L'avortament es va convertir en il·legal o molt restringit en diversos estats dels EUA, i els comentaristes van assenyalar el probable augment de les organitzacions clandestines d'avortament com a resultat. L'estudiant de medicina i investigadora Rainey Horwitz va afirmar que "el col·lectiu Jane va exemplificar realment... que els avortaments no són procediments mèdicament complexos, especialment ara el 2022, quan tantes persones poden tenir l'opció de sotmetre's a un avortament amb medicaments i han d'eliminar completament aquests riscos d'aquells avortaments quirúrgics".

### Representació al cinema
- The Janes, un llargmetratge documental que es va estrenar al Festival de Cinema de Sundance 2022 i posteriorment es va emetre a HBO Max, dirigit per Tia Lessin i Emma Pildes.
- Call Jane, un drama històric protagonitzat per Elizabeth Banks i Sigourney Weaver. La pel·lícula es va estrenar al Festival de Cinema de Sundance 2022 i va ser dirigida per Phyllis Nagy.[21]
- Jane: An Abortion Service, un documental de 1995 sobre el col·lectiu Jane.[22]
- Ask for Jane, una pel·lícula de drama històric del 2018 sobre el col·lectiu Jane. Judith Arcana, membre de la vida real del col·lectiu Jane és una productora consultora de la pel·lícula, a més de fer un cameo.[23][24]
- This Is Jane, un drama històric d'Amazon Studios protagonitzat per Michelle Williams en producció el maig de

2018.